# Ислам в Таиланде

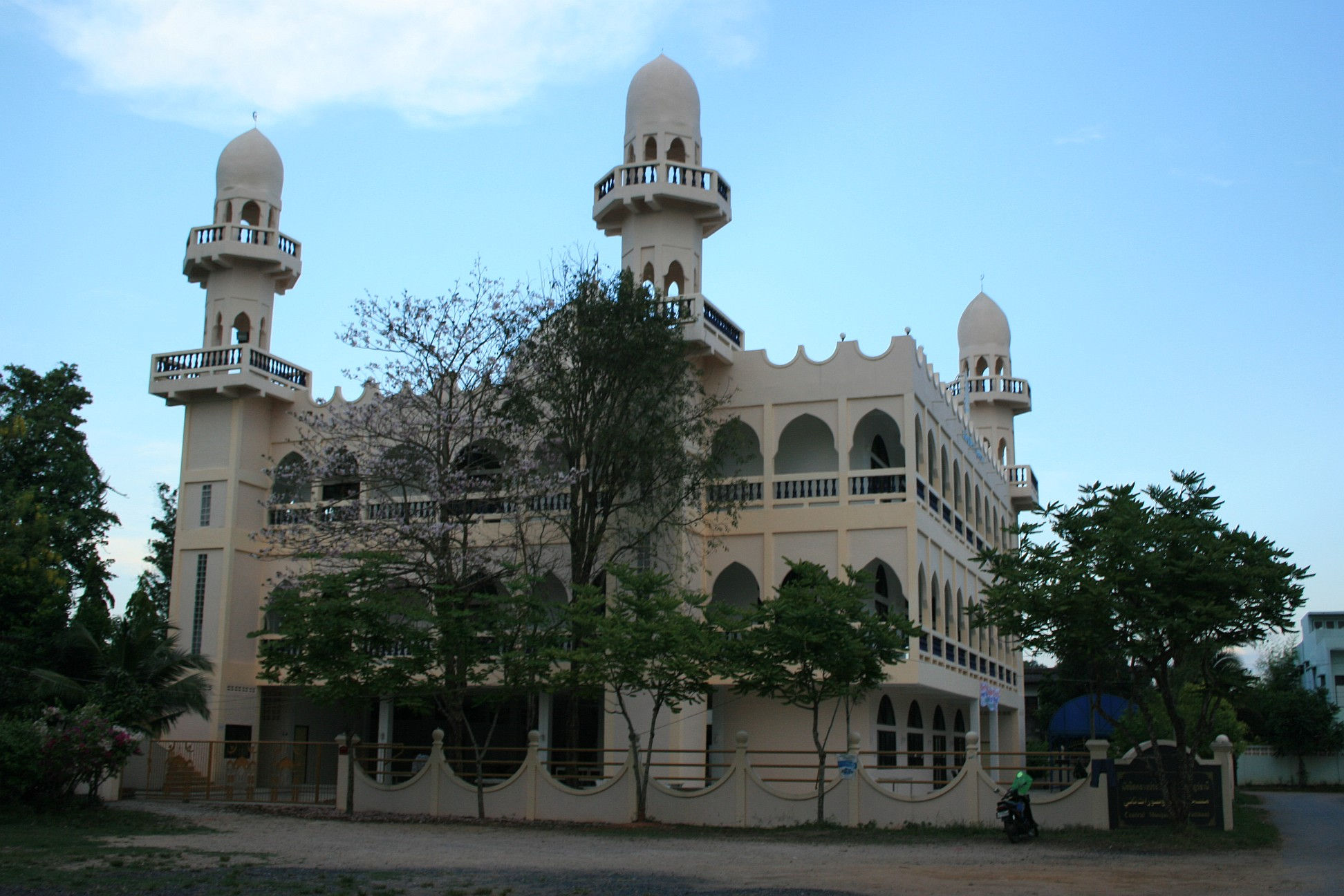
Мечеть в Сураттхани

Ислам в Таиланде — со второй половины XX века приобретает всё большее распространения. Это вторая по количеству верующих религия в государстве. Её исповедуют населяющие Таиланд малайцы, пакистанцы, тамилы и пенджабцы, а также беженцы-чамы из соседней с Таиландом Камбоджи. Ислам исповедуют в основном на юге страны.
Ислам в Таиланде распространён неравномерно. По общему количеству верующих это всего лишь около 7% от общей численности населения Таиланда. Исключение составляет Южный Таиланд. Так, в провинции Наратхиват ислам исповедует 82 % населения. Ислам являлся господствующий религией на территории аннексированного Таиландом султаната Патани. В четырёх провинциях Таиланда — Наратхиват, Яла, Паттани и Сатун — мусульмане (малайцы) составляют большинство населения. 
Сейчас в Таиланде, по всей стране активно строятся мечети (с 2000 года их стало более 2000 в 38 провинциях), открываются всё новые медресе, так как по нескольким причинам увеличивается число последователей ислама:
- ислам обеспечивает социальное равенство и упраздняет кастовое деление общества;
- медресе дают бесплатное образование, как среднее так и высшее;
- протестом против политики государства, в частности, против развития в стране секс-туризма.

Отрицательное отношение к исламу формируется в Таиланде из-за определённого уровня экстремизма, который выражается в сериях террористических акций на улицах городов и в столице государства, а также сепаратизма и напряжённости, существующих на юге Таиланда.